# 埃斯帕雷格拉山脈
40°18′31″N 0°5′21″W / 40.30861°N 0.08917°W

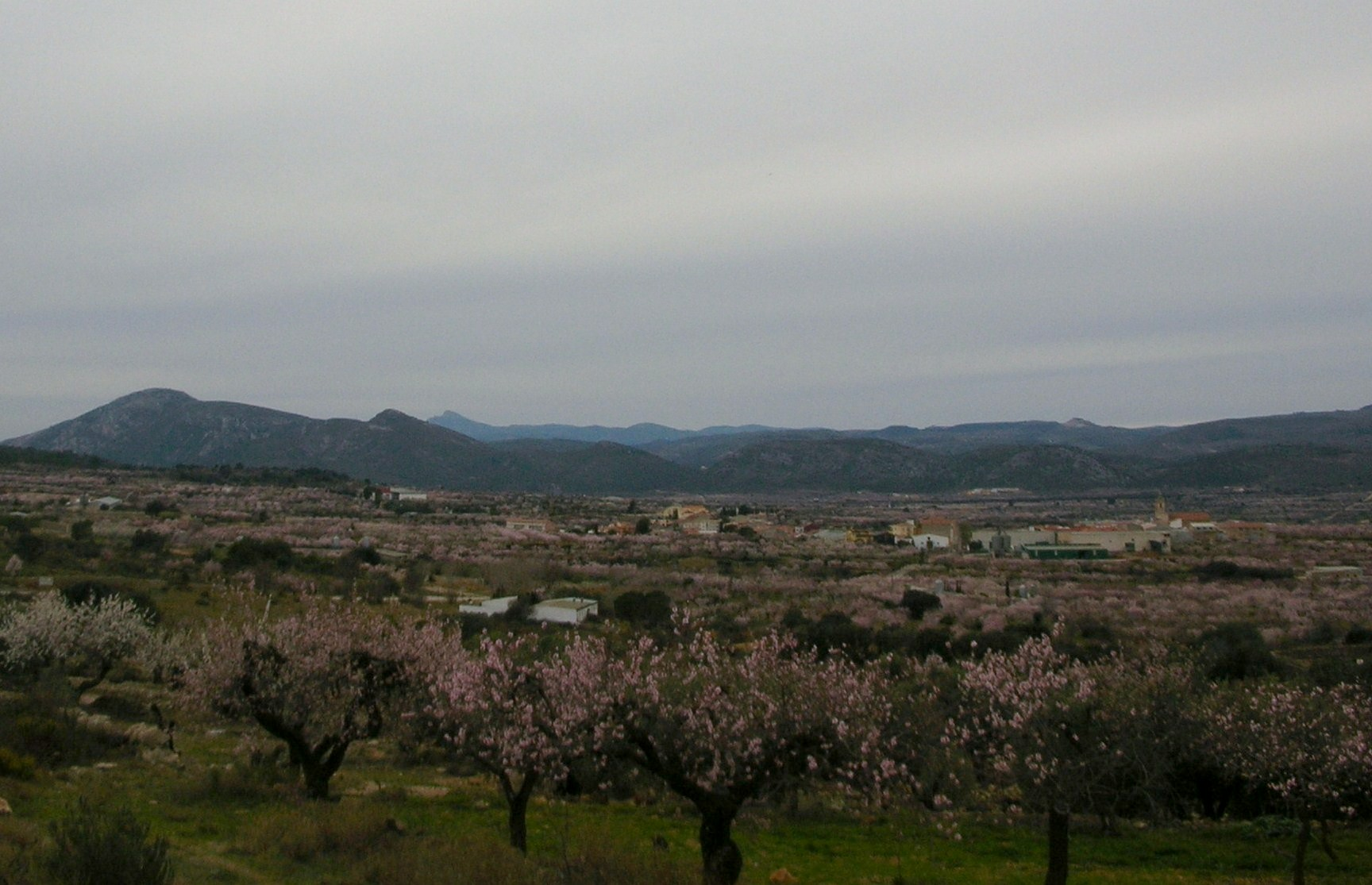

埃斯帕雷格拉山脈（Serra d'Esparreguera），是西班牙的山脈，位於卡斯迪隆省北部，屬於伊比利亞山脈的一部分，全長超過17公里，最高點海拔高度1,087米，山體由砂岩組成。